# Fidel Chaves
Fidel Chaves (Minas de Ríotinto, 1989. október 27. –) spanyol labdarúgó, az Elche csatárja.

## Pályafutása
Chaves a spanyolországi Minas de Ríotinto községben született. Az ifjúsági pályafutását a Recreativo akadémiájánál kezdte.
2010-ben mutatkozott be a Recreativo másodosztályban szereplő felnőtt keretében. 2012-ben az Elche szerződtette. A 2012–13-as szezonban feljutottak a La Ligába. A 2014–15-ös idényben a Córdoba csapatát erősítette kölcsönben. A lehetőséggel élve, 2015-ben a Córdobához igazolt. 2016-ban az Almeríához írt alá. 2018-ban a Las Palmashoz csatlakozott. 2019. július 1-jén ötéves szerződést kötött az Elche együttesével. Először a 2019. augusztus 17-ei, Fuenlabrada ellen 2–0-ra elvesztett mérkőzés 52. percében, Josan cseréjeként lépett pályára. 2019. november 3-án, a Mirandés ellen hazai pályán 4–2-es győzelemmel zárult találkozón mesterhármast szerzett a klub színeiben.

## Statisztikák
2023. május 2. szerint
| Klub       | Szezon   | Osztály          | Bajnokság | Bajnokság | Kupa és Ligakupa | Kupa és Ligakupa | Nemzetközi | Nemzetközi | Összesen | Összesen |
| Klub       | Szezon   | Osztály          | Meccs     | Gól       | Meccs            | Gól              | Meccs      | Gól        | Meccs    | Gól      |
| ---------- | -------- | ---------------- | --------- | --------- | ---------------- | ---------------- | ---------- | ---------- | -------- | -------- |
| Almería    | 2016–17  | Segunda División | 40        | 8         | 0                | 0                | —          | —          | 40       | 8        |
| Almería    | 2017–18  | Segunda División | 31        | 4         | 0                | 0                | —          | —          | 31       | 4        |
| Almería    | Összesen | Összesen         | 71        | 12        | 0                | 0                | 0          | 0          | 71       | 12       |
| Las Palmas | 2018–19  | Segunda División | 26        | 2         | 0                | 0                | —          | —          | 26       | 2        |
| Elche      | 2019–20  | Segunda División | 42        | 9         | 2                | 1                | —          | —          | 44       | 10       |
| Elche      | 2020–21  | La Liga          | 30        | 6         | 0                | 0                | —          | —          | 30       | 6        |
| Elche      | 2021–22  | La Liga          | 33        | 5         | 4                | 0                | —          | —          | 37       | 5        |
| Elche      | 2022–23  | La Liga          | 22        | 2         | 1                | 0                | —          | —          | 23       | 2        |
| Elche      | Összesen | Összesen         | 127       | 22        | 7                | 1                | 0          | 0          | 134      | 23       |
| Összesen   | Összesen | Összesen         | 224       | 36        | 7                | 1                | 0          | 0          | 231      | 37       |

## Sikerei, díjai
Elche
- Segunda División
  - Feljutó (2): 2012–13, 2019–20